# یوکی فوکای
یوکی فوکای (ژاپنی: 深井 祐希؛ زادهٔ ۶ سپتامبر ۱۹۹۶) یک بازیکن فوتبال اهل ژاپن است.
از باشگاه‌هایی که در آن بازی کرده‌است می‌توان به باشگاه فوتبال آزول کلارو نومازو اشاره کرد.